# بيوتر ألبرتي
بيوتر فيليبوفيتش ألبرتي (بالروسية: Пётр Филиппович Альберти) (25 نوفمبر 1913 – 7 أكتوبر 1994) كان رسامًا سوفيتيًا روسيًا، يُعد من أبرز ممثلي مدرسة لينينغراد للرسم، وهي حركة فنية واقعية ظهرت في القرن العشرين في الاتحاد السوفيتي وركزت على التصوير الواقعي في الفنون التشكيلية.

## النشأة والتعليم
وُلد ألبرتي في مدينة أستراخان على نهر الفولغا، في أسرة موظف في السكك الحديدية. في عام 1927، التحق بمدرسة أستراخان للفنون، حيث درس تحت إشراف الفنان والمعلم الشهير بافيل فلاسوف، الذي كان من بين طلابه بوريس كوستوديف وإيفان غوريشكين-سوروكوبودوف. تخرج ألبرتي في عام 1932، ثم انتقل إلى لينينغراد للالتحاق بالدورة التحضيرية في أكاديمية الفنون الجميلة الروسية. في عام 1935، التحق بقسم الرسم في معهد لينينغراد للرسم والنحت والعمارة، لكنه غادره في عام 1936 وانضم إلى جمعية فناني لينينغراد (LenIZO).

## الخدمة العسكرية
في عام 1941، تطوع ألبرتي للانضمام إلى الجيش الأحمر. من 30 أكتوبر 1941 حتى 9 مايو 1945، خدم كجندي في فوج المشاة الاحتياطي 267 على جبهة لينينغراد، وشارك في معارك الدفاع عن لينينغراد وتحرير جمهوريات البلطيق. في عام 1944، أُصيب بجروح خطيرة وعولج في المستشفى العسكري للإخلاء رقم 991 في لينينغراد. حصل على وسام "الشجاعة"، وسام "الدفاع عن لينينغراد"، ووسام "النصر على ألمانيا".

## المسيرة الفنية
بعد تسريحه من الخدمة العسكرية في عام 1945، عاد ألبرتي إلى العمل في جمعية فناني لينينغراد. شارك لأول مرة في معرض فني عام 1938، ومنذ عام 1951 أصبح عارضًا دائمًا في معارض الفن في لينينغراد، حيث عرض أعماله جنبًا إلى جنب مع كبار فناني المدينة. رسم ألبرتي البورتريهات، المناظر الطبيعية، المشاهد النوعية، والطبيعة الصامتة. من بين أعماله في الفترة من 1950 إلى أوائل الستينيات: "لاعبي الشطرنج" (1951)، "زهور" (1956)، "جسر أنيتشكوف"، "عمال رصف الأسفلت"، "امرأة شابة في قارب" (جميعها 1959)، "طبيعة صامتة مع لوحة"، "بورتريه رجل"، "بورتريه الزوجة" (جميعها 1960).
في عام 1957، انضم ألبرتي إلى اتحاد فناني لينينغراد. في عام 1958، تزوج للمرة الثانية من أ. شارانوفيتش (توفيت عام 1966). في ستينيات وسبعينيات القرن العشرين، عمل ألبرتي أحيانًا في بيت الإبداع "ستارايا لادوغا"، وزار شمال القوقاز وبيت الإبداع على بحيرة سينيج. في سبعينيات وثمانينيات القرن العشرين، شارك في معارض الفن السوفيتي المعاصر في اليابان في معرض جيكوسو. من عام 1989 إلى 1992، عُرضت أعماله في المعارض والمزادات للفن الروسي في فرنسا وبلجيكا والمملكة المتحدة.

## الأسلوب الفني
تميز أسلوب ألبرتي بالفرشاة العريضة، الألوان الزاهية، والضربات المنفصلة النشطة. غالبًا ما استخدم أسلوب الإيمباستو في مزج الألوان والنسيج المعقد للقماش. كان هذا واضحًا بشكل خاص في أعماله المتأخرة للطبيعة الصامتة مع الفواكه والزهور. أولى ألبرتي أهمية كبيرة للرسم من الحياة. أثناء عمله على التكوينات النوعية، رسم العديد من الدراسات الطبيعية، والتي كان للعديد منها قيمة فنية مستقلة.
في خمسينيات وأوائل ستينيات القرن العشرين، كان البورتريه هو النوع الرائد في أعماله. لاحقًا، تحول ألبرتي غالبًا إلى التكوينات النوعية والرسم المناظر الطبيعية. من بين أشهر أعماله في هذه الفترة: اللوحات النوعية "الرواد"، "الصديقات"، "الشرفة" (جميعها 1961)، "درس العمل"، "الأطفال" (1964)، بالإضافة إلى المناظر الطبيعية "الصفصاف الشاب" (1968)، "البحيرة" (1974)، والطبيعة الصامتة "الخريف. طبيعة صامتة" (1972)، "ورشة النجارة" (1976). منذ أواخر سبعينيات القرن العشرين، كان ألبرتي مولعًا بشكل خاص بالعمل في نوع الطبيعة الصامتة. من بين أعمال هذه الفترة: "طبيعة صامتة" (1977)، "طبيعة صامتة مع بطيخ"، "الفاونيا والكرز على صينية" (كلاهما 1980)، "الفاونيا" (1991)، "طبيعة صامتة مع بطيخ" (1992).

## المعارض
شارك ألبرتي في العديد من المعارض الفنية، منها:
- معرض فناني لينينغراد عام 1951.
- معرض الخريف لفناني لينينغراد عام 1956.
- معرض فناني لينينغراد في متحف الدولة الروسي عام 1960.
- معرض فناني لينينغراد عام 1961.
- معرض الخريف لفناني لينينغراد عام 1968.
- معرض "الرسم في لينينغراد في خمسينيات وثمانينيات القرن العشرين" عام 1994.